# Spaniophaenus termitophilus
Spaniophaenus termitophilus là một loài bọ cánh cứng trong họ Cryptophagidae. Loài này được Kieseritzky & Reichardt miêu tả khoa học năm 1936.